# Vasse, Western Australia
Vasse är en ort i Australien. Den ligger i kommunen Busselton och delstaten Western Australia, omkring 200 kilometer söder om delstatshuvudstaden Perth. Antalet invånare är 1 315.
Närmaste större samhälle är Busselton, nära Vasse.
Trakten runt Vasse består till största delen av jordbruksmark. Runt Vasse är det glesbefolkat, med 13 invånare per kvadratkilometer. Genomsnittlig årsnederbörd är 1 201 millimeter. Den regnigaste månaden är maj, med i genomsnitt 210 mm nederbörd, och den torraste är januari, med 9 mm nederbörd.